# Glaresis villiersi
Glaresis villiersi är en skalbaggsart som beskrevs av Rudolph Petrovitz 1968. Glaresis villiersi ingår i släktet Glaresis och familjen Glaresidae. Inga underarter finns listade i Catalogue of Life.